# Partidul „Stînga Europeană”
Partidul „Stînga Europeană” este un partid politic de stânga din Republica Moldova. Din 10 aprilie 2015 este condus de fostul deputat comunist Grigore Petrenco.
Partidul pledează pentru păstrarea neutralității Republicii Moldova prin refuzul de a intra în orice alianță militară și denunțarea Acordului de Asociere Republica Moldova–Uniunea Europeană.

## Istorie
Partidul „Casa Noastră — Moldova” a fost constituit pe baza Asociației obștești „Casa Noastră – Chișinău”, inființate de consilierul municipal Oleg Onișcenco. Congresul de constituire a avut loc la data de 30 iunie 2008, în calitate de președinte al partidului fiind ales Oleg Onișcenco. 
La scrutinul parlamentar din aprilie 2009 formațiunea a participat pe listele Uniunii Centriste din Moldova, care nu a depășit pragul electoral. Pentru întâia oară partidul participă de sine stătător în alegerile locale din vara anului 2011, obținând un rezultat modest de 38 consilieri orășenești și sătești aleși (0.36 %).
La congresul al 2-lea, la data de 10 aprilie 2015 a fost ales noul președinte al formațiunii — fostul deputat comunist Grigore Petrenco, care anterior a fost exclus din Partidul Comuniștilor.
La congresul al 3-lea din 10 mai 2015 s-a decis redenumirea formațiunii din «Partidul Casa Noastră — Moldova» în «Blocul Roșu» și s-a aprobat un nou program de activitate al acesteia, având la bază, programul de activitate al PCRM din anul 2008. Totodată, la alegerile locale din iunie 2015 partidul a parcipat cu vechea denumire, obținând 0.11% de voturi în consiliile raionale și municipale, 0.13% de voturi în consiliile orășenești și sătești și 1 mandat de primar.